# 歌川貞房
歌川 貞房（うたがわ さだふさ、生没年不詳）とは、江戸時代の浮世絵師。

## 来歴
歌川国貞の門人。本姓は大沢、歌川の画姓を称し、五亀亭、五湖亭、五楓亭、桶蝶楼、震斎と号す。はじめは江戸京橋に住んでいたが、のちに大坂に移った。作画期は文政から嘉永の頃にかけてで、合巻の挿絵や芝居絵などを描く。門人に歌川房種がいる。

## 作品
- 『見世物語』（立川焉馬作）　合巻　※文政4年（1821年）刊行
- 『仇競花夕栄』上下二巻（松亭金水作）　合巻　※天保10年（1839年）刊行
- 『勧善浮世車』上下二巻（松亭金水作）　合巻　※弘化5年（1848年）刊行
- 『艶本玉の茎』3冊　艶本
- 「東都両国夕涼之図」　大判錦絵3枚続　江戸東京博物館所蔵
- 「忠臣蔵見立人形」　大判錦絵　江戸東京博物館所蔵
- 「忠臣蔵 大序より十一段目」　大判錦絵3枚続　江戸東京博物館所蔵
- 「忠臣蔵全段図」　大判錦絵3枚続　礫川浮世絵美術館所蔵
- 「提灯渡り傘の曲」
- 「風流道化拳合」
- 「扇に筆をとる遊女」　絹本着色　ジェノヴァ東洋美術館所蔵
- 「美人萩をみる図」　※「東都貞房画」の落款、「貞房」の壺形印あり